# David Taylor (skådespelare)
David Taylor, David Joel Taylor, född 7 maj 1982 i Auckland, Nya Zeeland. Skådespelare som bland annat har spelat Sasha i The Tribe säsong 1.

## Filmografi (urval)
- 1991 – The End of the Golden Weather
- 1994 – Hercules och amazonkvinnorna
- 1995 – Carogne
- 2001 – Rain
- 2002 – The Nugget
- 2003 – Cave In